# Ngkeklau
Ngkeklau es una zona poblada de la región sur del estado de Ngaraard en la República de Palaos. La ciudad tiene una población pequeña, que se asienta en las llanuras costeras del este de Ngaraard. La ciudad incluye varias reliquias antiguas de piedra, tales como caminos de piedra, plataformas y sitios de entierro.
Ngkeklau está situada en la zona costera oriental de Estado Ngaraard. Sus costas son en su mayoría bosques de manglares, pero en algunos lugares, hay playas de arena suave. La región occidental de la ciudad tiene muchas antiguas reliquias, y empinadas colinas con bosques verdes tropicales.